# Coptotomus
Coptotomus es un género de coleópteros adéfagos perteneciente a la familia Dytiscidae. Es el único miembro de la subfamilia Coptotominae.

## Especies
- Coptotomus difficilis	Lec.
- Coptotomus interrogatus	(Fabricius 1801)
- Coptotomus lenticus	Hilsenhoff 1980
- Coptotomus loticus	Hilsenhoff 1980
- Coptotomus obscurus	Sharp 1882